# リトル・チャイルド
「リトル・チャイルド」（Little Child）は、ビートルズの楽曲である。1963年に発売された2作目のイギリス盤公式オリジナル・アルバム『ウィズ・ザ・ビートルズ』に収録された。レノン＝マッカートニーの作品で、当初はリンゴ・スターのために書かれた楽曲だが、最終的にスターのボーカル曲は「アイ・ウォナ・ビー・ユア・マン」に変更された。アメリカでは1964年に発売されたキャピトル編集盤『ミート・ザ・ビートルズ』に収録された。

## 背景
「リトル・チャイルド」についてジョン・レノンは、「ポールと2人で急ごしらえで書いた」「他の誰かのために書いた曲。確かリンゴだったかな」と語っている。
ポール・マッカートニーは、「ちゃんとした曲ならそれなりに心に残るんだけど、『リトル・チャイルド』はただの仕事だった」と説明している。また、マッカートニーは「I'm so sad and lonely」というフレーズが、エルトン・ヘイズの楽曲「Whistle My Love」からの引用であることを認めている。

## レコーディング
「リトル・チャイルド」はジョージ・マーティンのもと、EMIレコーディング・スタジオで行なわれた1963年9月11日、12日、10月3日の3回のセッションでレコーディングされた。
9月11日に2テイク録音されたが、いずれのテイクも未発表のままとなっている。翌日にベーシック・トラックが5テイク録音された後、ジョン・レノンのハーモニカとマッカートニーのピアノがオーバー・ダビングされた。9月30日にテイク15とテイク18を組み合わせたモノラル・ミックスが作成されたが、これは未発表となっている。
10月3日にさらにオーバー・ダビングが施され、23日にテイク21からモノラル・ミックス、29日にステレオ・ミックスが作成された。ステレオ・ミックスでは、ハーモニカ・ソロが左右にパンするアレンジになっている。本作のソロは12小節ブルース形式に従っている。

## 評価
『オールミュージック』のリッチー・アンターバーガーは、「アルバムの中でも垢抜けない印象の薄い曲の1つかもしれないが、それでもかなり良く出来ている」「天才的な作品ではないかもしれないが、ロックンロールの面白みが凝縮されていて、ビートルズの最も陽気でハッピーな面を表現した曲としては、あまり他に見られない」と評している。

## クレジット
※出典
- ジョン・レノン - ボーカル、リズムギター、ハーモニカ
- ポール・マッカートニー - ボーカル、ピアノ、ベース
- ジョージ・ハリスン - リードギター
- リンゴ・スター - ドラム

## カバー・バージョン
- スミザリーンズ（英語版） - 2007年に発売されたアルバム『Meet the Smithereens!』に収録[10]。
- レックレス・エリック（英語版） with ジェームズ・ニコルズ -  2013年に発行されたモジョ誌に付属のCD『We're With The Beatles』に収録[11]。